# Vogtlands voetbalkampioenschap 1925/26
In 1925/26 werd het elfde Vogtlands voetbalkampioenschap gespeeld, dat georganiseerd werd door de Midden-Duitse voetbalbond. 
Konkordia Plauen werd kampioen en plaatste zich voor de Midden-Duitse eindronde. De club versloeg 1. FC 1907 Reichenbach en verloor dan van Dresdner SC.
1. VFC Plauen mocht naar de eindronde voor vicekampioenen, waarvan de winnaar kans maakte op de nationale eindronde. De club verloor meteen van SpVgg 06 Falkenstein.

## Gauliga
| Plaats | Club                       | Wed. | W | G | V | Saldo | Ptn.  |
| ------ | -------------------------- | ---- | - | - | - | ----- | ----- |
| 1.     | SV Konkordia 1905 Plauen   | 12   | 9 | 1 | 2 | 49:22 | 19:5  |
| 2.     | 1.Vogtländischer FC Plauen | 12   | 9 | 1 | 2 | 48:28 | 19:5  |
| 3.     | Plauener SuBC 1905         | 12   | 9 | 0 | 3 | 30:18 | 18:6  |
| 4.     | VfB Plauen                 | 12   | 5 | 1 | 6 | 29:27 | 11:13 |
| 5.     | SC 1909 Markneukirchen     | 12   | 3 | 1 | 8 | 14:34 | 7:17  |
| 6.     | VfR 1919 Plauen            | 12   | 2 | 1 | 9 | 26:49 | 5:19  |
| 7.     | SpVgg 1909 Plauen          | 12   | 2 | 1 | 9 | 12:30 | 5:19  |

|  | Play-off titel |

Play-off
|  |                          |       |                            |  |
|  | SV Konkordia 1905 Plauen | 3 – 1 | 1.Vogtländischer FC Plauen |  |
|  |                          |       |                            |  |